# あいりん貯蓄組合
あいりん貯蓄組合（あいりんちょちくくみあい）とは、かつて大阪府大阪市西成区に存在した、大阪市立更生相談所の環境改善事業として行われていた貯蓄のあっせん事業。通称 あいりん銀行とも呼ばれる。

## 概要
本組合はあいりん地区の日雇い労働者が利用する金融機関として、かつての国民貯蓄組合法を根拠に設立された。1962年（昭和37年）10月から事業を開始したが、1963年（昭和38年）に法律が廃止されたため、以後はいわゆる金融機関としての資格を有していなかった。預金を更生相談所長名義で別の金融機関に一括で預金して一括管理していた。
厳密な本人確認を行わなくても口座を開設できたり、営業時間が遅い時間帯に設定されているなど日雇い労働者にとって利便性に長けていた。しかし預金高はピークだった1991年（平成3年）の約11億5,000万円から2008年（平成20年）3月には約7億9000万円に減少、利用件数も約84000件（1991年度）から約19700件（2007年度）に激減した。このため、大阪市は「見直しの時期を迎えた」として解散を検討し、2012年（平成24年）3月末をもって貯蓄事業は廃止となった。その後は清算業務として預金者への払い戻しのみ継続されたが、2022年（令和4年）3月31日をもって終了した。しかし終了時点でも、約3億2600万円の持ち主が見つからない状態だった。残高については、大阪市の一般会計に繰り入れられたが、市では「労働者支援のための原資とする」方向で検討するとしている。